# Thomas Csobadi
Thomas Csobadi (* 15. Mai 1992 in Wien) ist ein österreichischer Fußballspieler.

## Karriere
Csobadi begann seine Karriere beim SC Wiener Viktoria. Im März 2000 wechselte er zum SK Rapid Wien. Zur Saison 2005/06 wechselte er in die Akademie des VfB Admira Wacker Mödling. Nach fünf Jahren bei der Admira wechselte er zur Saison 2010/11 zum viertklassigen SV Wienerberg. Für Wienerberg kam er jener Saison zu 26 Einsätzen in der Wiener Stadtliga, in denen er sechs Tore erzielte. Zur Saison 2011/12 schloss er sich dem Regionalligisten 1. SC Sollenau an. Für die Niederösterreicher kam er zu 14 Einsätzen in der Regionalliga und machte dabei ein Tor.
Zur Saison 2012/13 wechselte Csobadi zum Zweitligisten Kapfenberger SV. Sein Debüt in der zweiten Liga gab er im August 2012, als er am vierten Spieltag jener Saison gegen den FC Blau-Weiß Linz in der Startelf stand. Nach zwei Einsätzen für die Profis kam er nur noch für die drittklassigen Amateure der KSV zum Einsatz. Für diese kam er zu 17 Regionalligaeinsätzen. Zur Saison 2013/14 wechselte er innerhalb der zweiten Liga zum SV Horn. Für die Niederösterreicher kam er allerdings nur zu einem Kurzeinsatz in der zweiten Liga, sonst spielte er ausschließlich für die Amateure in der sechstklassigen Gebietsliga, in der er zu 18 Einsätzen kam.
Zur Saison 2014/15 wechselte der Mittelfeldspieler zum Regionalligisten SV Neuberg. In einem halben Jahr in Neuberg kam er zu 16 Einsätzen in der Regionalliga, in denen er viermal traf. Im Jänner 2015 wechselte er zum Ligakonkurrenten SC Neusiedl am See. In zwei Jahren absolvierte er 42 Regionalligapartien. Im Jänner 2017 kehrte er zu Wienerberg zurück. Für die Wiener absolvierte er neun Partien in der Stadtliga. Zur Saison 2017/18 wechselte Csobadi zum niederösterreichischen Landesligisten SV Leobendorf. In einem halben Jahr in Leobendorf kam er zu neun Einsätzen in der Landesliga. Im Jänner 2018 wechselte er wieder ins Burgenland, diesmal zum fünftklassigen UFC Frauenkirchen. Für Frauenkirchen kam er zu elf Einsätzen in der II. Liga.
Zur Saison 2018/19 wechselte er zum Wiener Stadtligisten Union Mauer. In zwei Spielzeiten in Mauer kam er zu 37 Einsätzen in der vierthöchsten Spielklasse, in denen er fünfmal traf. Zur Saison 2020/21 wechselte er innerhalb der Liga zum SR Donaufeld Wien.
Nach einer Pause zwischen 2021 und 2023 wechselte er zur Saison 2023/24 zur sechstklassigen 1. SVg Wiener Neudorf. Für diese absolvierte er ein Spiel in der Gebietsliga. Im Jänner 2024 wechselte er zurück nach Wien und schloss sich dem sechstklassigen FC Inzersdorf an, für den er fünfmal auflief. Zur Saison 2024/25 wechselte er zur siebtklassigen 1. SVg Guntramsdorf nach Niederösterreich.